# Driedaagse De Panne - Koksijde 1979
La Driedaagse De Panne - Koksijde 1979, terza edizione della corsa, si svolse dal 27 al 29 marzo su un percorso di 723 km ripartiti in 3 tappe, con partenza e arrivo a De Panne. Fu vinta dal belga Gustaaf Van Roosbroeck della squadra Ijsboerke-Warncke Eis davanti ai connazionali Marc Renier e Guido Van Calster.

## Tappe
| Tappa  | Data     | Percorso            | km  | Vincitore di tappa | Leader cl. generale    |
| ------ | -------- | ------------------- | --- | ------------------ | ---------------------- |
| 1ª     | 27 marzo | De Panne > Tielen   | 256 | William Tackaert   | William Tackaert       |
| 2ª     | 28 marzo | Tielen > De Panne   | 261 | Jos Schipper       | Gustaaf Van Roosbroeck |
| 3ª     | 29 marzo | De Panne > De Panne | 206 | Walter Planckaert  | Gustaaf Van Roosbroeck |
| Totale | Totale   | Totale              | 723 |                    |                        |

## Dettagli delle tappe

### 1ª tappa
- 27 marzo: De Panne > Tielen – 256 km

| Pos. | Corridore              | Squadra    | Tempo    |
| ---- | ---------------------- | ---------- | -------- |
| 1    | William Tackaert       | Daf Trucks | 6h10'00" |
| 2    | Gustaaf Van Roosbroeck | Ijsboerke  | a 10"    |
| 3    | Marc Renier            | KAS        | s.t.     |

| Pos. | Corridore        | Squadra    | Tempo |
| ---- | ---------------- | ---------- | ----- |
| 1    | William Tackaert | Daf Trucks |       |

### 2ª tappa
- 28 marzo: Tielen > De Panne – 261 km

| Pos. | Corridore         | Squadra         | Tempo    |
| ---- | ----------------- | --------------- | -------- |
| 1    | Jos Schipper      | Marc Zeep Savon | 7h25'00" |
| 2    | Walter Planckaert | Mini            | a 12"    |
| 3    | Marc Renier       | KAS             | s.t.     |

| Pos. | Corridore              | Squadra   | Tempo |
| ---- | ---------------------- | --------- | ----- |
| 1    | Gustaaf Van Roosbroeck | Ijsboerke |       |

### 3ª tappa
- 29 marzo: De Panne > De Panne – 206 km

| Pos. | Corridore         | Squadra         | Tempo    |
| ---- | ----------------- | --------------- | -------- |
| 1    | Walter Planckaert | Mini            | 5h08'00" |
| 2    | Marc Renier       | KAS             | a 2"     |
| 3    | Fons van Katwijk  | Marc Zeep Savon | s.t.     |

| Pos. | Corridore              | Squadra    | Tempo     |
| ---- | ---------------------- | ---------- | --------- |
| 1    | Gustaaf Van Roosbroeck | Ijsboerke  | 18h43'14" |
| 2    | Marc Renier            | KAS        | a 10"     |
| 3    | Guido Van Calster      | Daf Trucks | s.t.      |

## Classifiche finali

### Classifica generale
| Pos. | Corridore              | Squadra                 | Tempo     |
| ---- | ---------------------- | ----------------------- | --------- |
| 1    | Gustaaf Van Roosbroeck | Ijsboerke-Warncke Eis   | 18h43'14" |
| 2    | Marc Renier            | KAS                     | a 10"     |
| 3    | Guido Van Calster      | Daf Trucks-Aida         | s.t.      |
| 4    | Fons De Wolf           | Lano-Boule d'Or         | s.t.      |
| 5    | Daniel Willems         | Ijsboerke-Warncke Eis   | s.t.      |
| 6    | Jos Schipper           | Marc Zeep Savon-Superia | a 45"     |
| 7    | Walter Planckaert      | Mini-Flat-VDB-Pirelli   | a 49"     |
| 8    | Willem Peeters         | Safir-St.Louis-Ludo     | a 51"     |
| 9    | Jan Aling              | Marc Zeep Savon-Superia | s.t.      |
| 10   | Frank Hoste            | Marc Zeep Savon-Superia | s.t.      |